# Martinszell im Allgäu
Martinszell im Allgäu (amtlich Martinszell i.Allgäu) ist ein Gemeindeteil und eine Gemarkung in der Gemeinde Waltenhofen im bayerischen Landkreis Oberallgäu in Deutschland.

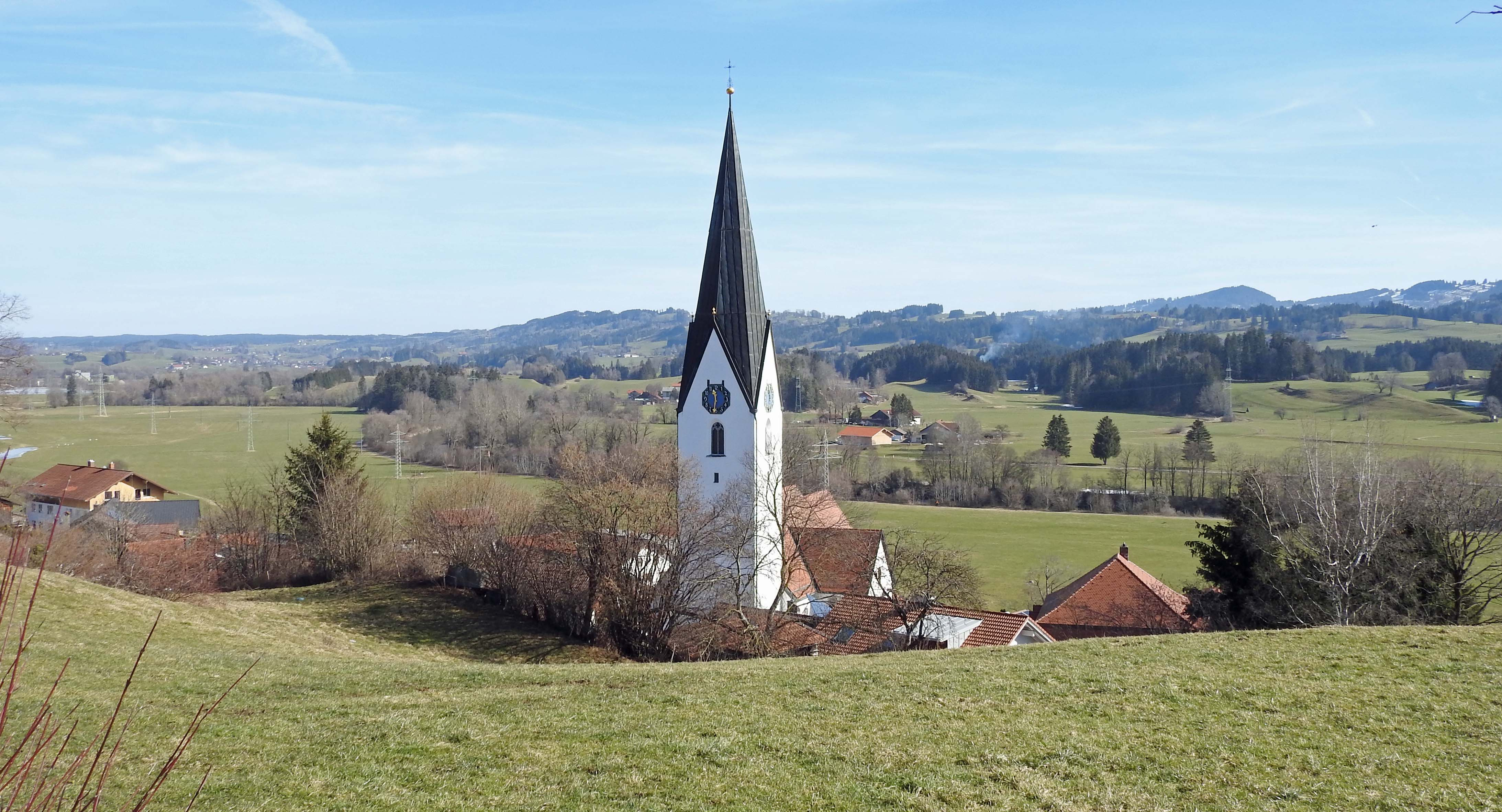
Martinszell von Westen

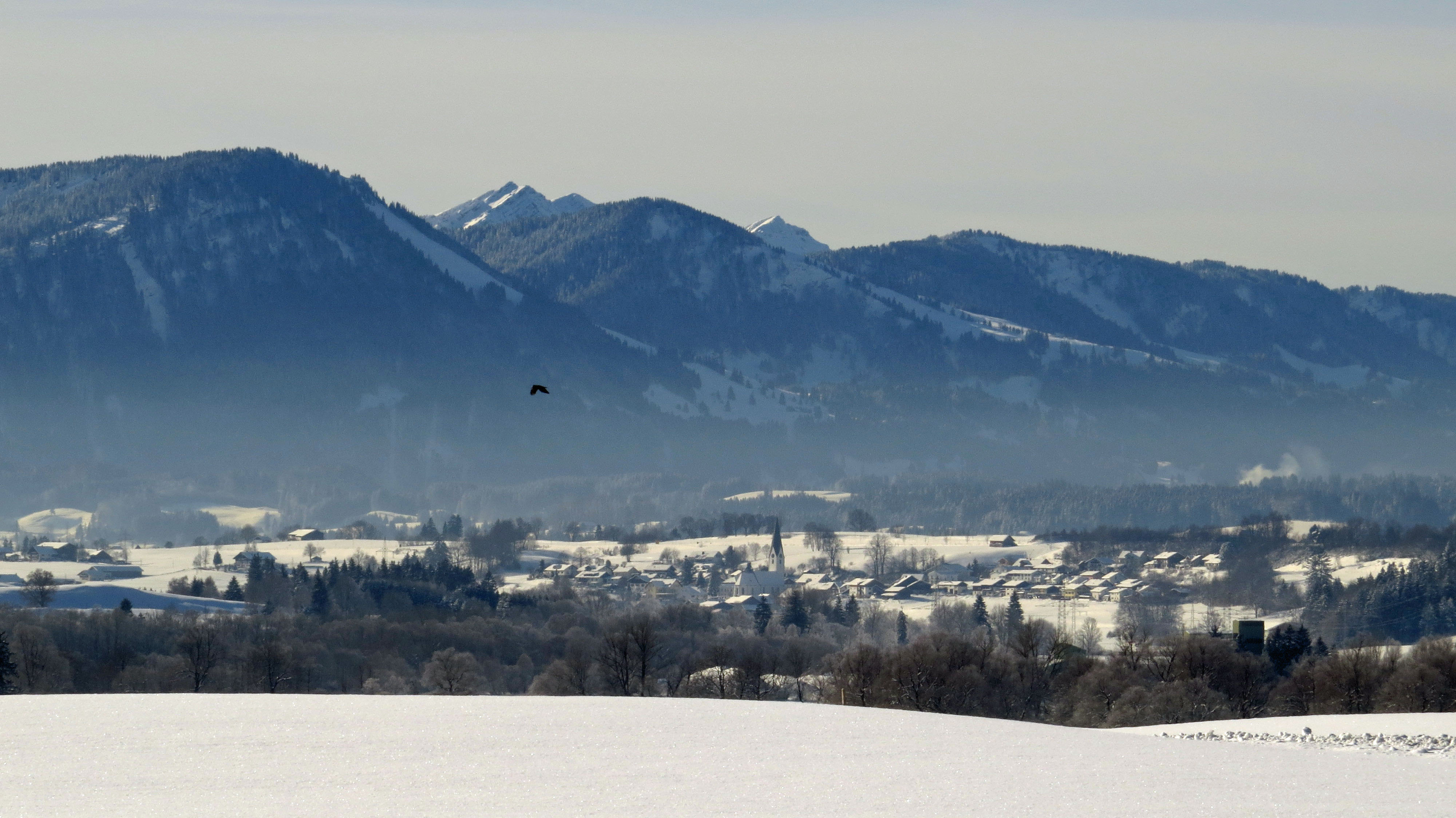
Martinszell im Winter mit Immenstädter und Gschwenderhorn

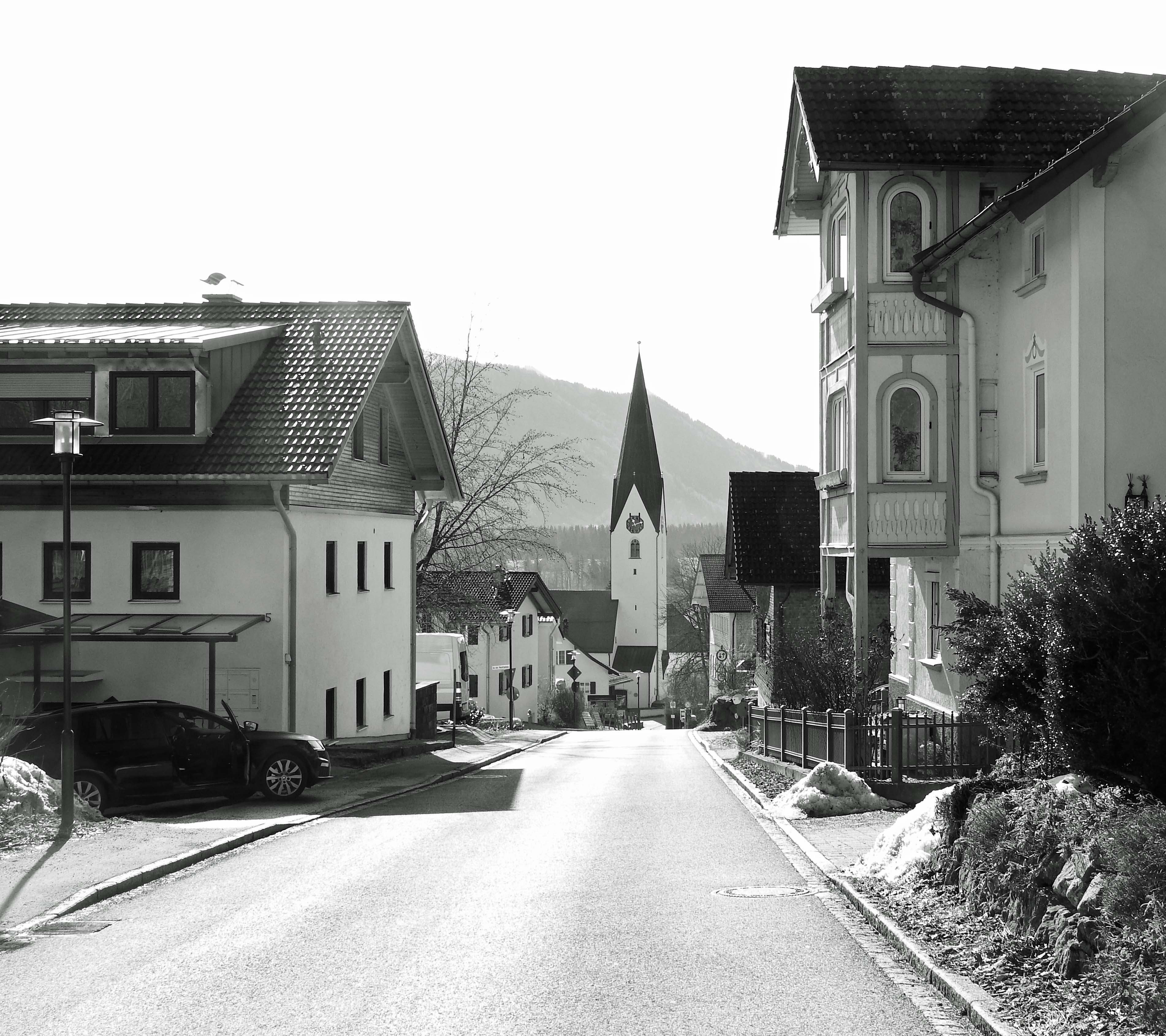
Martinszell – Illerstraße

## Geographie
Die Gemarkung mit einer Fläche von 14,23 km², bis zum 31. März 1976 eine selbständige Gemeinde, umfasst neben dem gleichnamigen Dorf noch drei weitere Dörfer (Oberdorf bei Immenstadt, Kurzberg und Häusern), zwölf Weiler und zehn Einöden. Weiterhin gehört der Niedersonthofener See zur Gemarkung und bildet deren nordwestliche Begrenzung. Ausgenommen ist der Seeteil Oberinselsee ganz im Osten, der bereits zur Gemarkung Memhölz gehört.

## Pfarrei
Die Grenzen der Pfarrei St. Martin in Martinszell reichen im Süden über die ehemalige Gemeindegrenze von Martinszell sowie die heutige Gemeindegrenze von Waltenhofen hinaus nach Immenstadt im Allgäu und umfassen einige Ortsteile im Osten der früheren Gemeinde Eckarts (von Nord nach Süd Thanners, Lachen, Zellers) sowie im Nordosten der früheren Gemeinde Stein im Allgäu (Seifen und Untergießen).

## Ehemalige Gemeindeteile
| |                         |                    |                          |                               |
| \| Gemeindeteil- schlüssel (Waltenhofen) \| Name \| Typ \| Bevölkerung 25. Mai 1987 \| Koordinaten \| \| ------------------------------------- \| ----------------------- \| ------------------ \| ------------------------ \| ----------------------------- \| \| 006 \| Birkach \| Einöde \| 11 \| 47° 37′ 29″ N, 010° 17′ 54″ O \| \| 008 \| Buch \| Weiler \| 15 \| 47° 38′ 26″ N, 010° 17′ 46″ O \| \| 009 \| Egg \| Einöde \| 2 \| 47° 38′ 52″ N, 010° 17′ 55″ O \| \| 010 \| Eggen \| Weiler \| 26 \| 47° 38′ 45″ N, 010° 18′ 07″ O \| \| 013 \| Esch \| Einöde \| 1) \| 47° 36′ 53″ N, 010° 16′ 39″ O \| \| 018 \| Gfährt \| Einöde \| 12 \| 47° 37′ 42″ N, 010° 17′ 34″ O \| \| 020 \| Greifenberg \| Weiler \| 24 \| 47° 37′ 12″ N, 010° 16′ 54″ O \| \| 021 \| Greith \| Weiler \| 22 \| 47° 38′ 39″ N, 010° 17′ 39″ O \| \| 022 \| Häusern \| Dorf \| 59 \| 47° 37′ 19″ N, 010° 17′ 23″ O \| \| 026 \| Herzmanns \| Weiler \| 32 \| 47° 39′ 03″ N, 010° 17′ 45″ O \| \| 027 \| Heuberg \| Weiler \| 14 \| 47° 37′ 06″ N, 010° 16′ 32″ O \| \| 032 \| Insel \| Einöde \| - \| 47° 38′ 32″ N, 010° 17′ 10″ O \| \| 036 \| Kurzberg \| Dorf \| 79 \| 47° 38′ 06″ N, 010° 16′ 51″ O \| \| 037 \| Langenegg \| Einöde \| 12 \| 47° 36′ 53″ N, 010° 17′ 29″ O \| \| 044 \| Loch \| Einöde \| 2) \| 47° 38′ 18″ N, 010° 17′ 16″ O \| \| 047 \| Martinszell im Allgäu \| Pfarrdorf \| 258 \| 47° 37′ 36″ N, 010° 16′ 55″ O \| \| 049 \| Moos \| Weiler \| 13 \| 47° 38′ 13″ N, 010° 18′ 24″ O \| \| 050 \| Moosbühl \| Einöde \| 1 \| 47° 38′ 45″ N, 010° 17′ 14″ O \| \| 053 \| Oberdorf bei Immenstadt \| Siedlung \| 786 \| 47° 37′ 46″ N, 010° 16′ 26″ O \| \| 057 \| Ringgen \| Weiler \| 31 \| 47° 37′ 20″ N, 010° 16′ 21″ O \| \| 059 \| See \| Einöde \| 5 \| 47° 38′ 11″ N, 010° 17′ 00″ O \| \| 060 \| Sondert \| Weiler \| 35 \| 47° 36′ 58″ N, 010° 16′ 56″ O \| \| 061 \| Steg \| Einöde \| 3) \| 47° 37′ 21″ N, 010° 17′ 02″ O \| \| 075 \| Weidach \| Einöde \| 4) \| 47° 37′ 40″ N, 010° 17′ 27″ O \| \| 077 \| Widdum \| Weiler \| 31 \| 47° 37′ 53″ N, 010° 17′ 55″ O \| \| 079 \| Wolfen \| Einöde \| 9 \| 47° 36′ 52″ N, 010° 17′ 10″ O \| \| \| Martinszell \| ehemalige Gemeinde \| 1477 \| 47° 37′ 36″ N, 010° 16′ 55″ O \| |                         |                    |                          |                               |
| 1) baulich verbunden mit Sondert 2) baulich verbunden mit Kurzberg 3) baulich verbunden mit Martinszell 4) baulich verbunden mit Gfährt |                         |                    |                          |                               |
| Gemeindeteil- schlüssel (Waltenhofen) | Name                    | Typ                | Bevölkerung 25. Mai 1987 | Koordinaten                   |
| 006 | Birkach                 | Einöde             | 11                       | 47° 37′ 29″ N, 010° 17′ 54″ O |
| 008 | Buch                    | Weiler             | 15                       | 47° 38′ 26″ N, 010° 17′ 46″ O |
| 009 | Egg                     | Einöde             | 2                        | 47° 38′ 52″ N, 010° 17′ 55″ O |
| 010 | Eggen                   | Weiler             | 26                       | 47° 38′ 45″ N, 010° 18′ 07″ O |
| 013 | Esch                    | Einöde             | 1)                       | 47° 36′ 53″ N, 010° 16′ 39″ O |
| 018 | Gfährt                  | Einöde             | 12                       | 47° 37′ 42″ N, 010° 17′ 34″ O |
| 020 | Greifenberg             | Weiler             | 24                       | 47° 37′ 12″ N, 010° 16′ 54″ O |
| 021 | Greith                  | Weiler             | 22                       | 47° 38′ 39″ N, 010° 17′ 39″ O |
| 022 | Häusern                 | Dorf               | 59                       | 47° 37′ 19″ N, 010° 17′ 23″ O |
| 026 | Herzmanns               | Weiler             | 32                       | 47° 39′ 03″ N, 010° 17′ 45″ O |
| 027 | Heuberg                 | Weiler             | 14                       | 47° 37′ 06″ N, 010° 16′ 32″ O |
| 032 | Insel                   | Einöde             | -                        | 47° 38′ 32″ N, 010° 17′ 10″ O |
| 036 | Kurzberg                | Dorf               | 79                       | 47° 38′ 06″ N, 010° 16′ 51″ O |
| 037 | Langenegg               | Einöde             | 12                       | 47° 36′ 53″ N, 010° 17′ 29″ O |
| 044 | Loch                    | Einöde             | 2)                       | 47° 38′ 18″ N, 010° 17′ 16″ O |
| 047 | Martinszell im Allgäu   | Pfarrdorf          | 258                      | 47° 37′ 36″ N, 010° 16′ 55″ O |
| 049 | Moos                    | Weiler             | 13                       | 47° 38′ 13″ N, 010° 18′ 24″ O |
| 050 | Moosbühl                | Einöde             | 1                        | 47° 38′ 45″ N, 010° 17′ 14″ O |
| 053 | Oberdorf bei Immenstadt | Siedlung           | 786                      | 47° 37′ 46″ N, 010° 16′ 26″ O |
| 057 | Ringgen                 | Weiler             | 31                       | 47° 37′ 20″ N, 010° 16′ 21″ O |
| 059 | See                     | Einöde             | 5                        | 47° 38′ 11″ N, 010° 17′ 00″ O |
| 060 | Sondert                 | Weiler             | 35                       | 47° 36′ 58″ N, 010° 16′ 56″ O |
| 061 | Steg                    | Einöde             | 3)                       | 47° 37′ 21″ N, 010° 17′ 02″ O |
| 075 | Weidach                 | Einöde             | 4)                       | 47° 37′ 40″ N, 010° 17′ 27″ O |
| 077 | Widdum                  | Weiler             | 31                       | 47° 37′ 53″ N, 010° 17′ 55″ O |
| 079 | Wolfen                  | Einöde             | 9                        | 47° 36′ 52″ N, 010° 17′ 10″ O |
| | Martinszell             | ehemalige Gemeinde | 1477                     | 47° 37′ 36″ N, 010° 16′ 55″ O |

## Geschichte

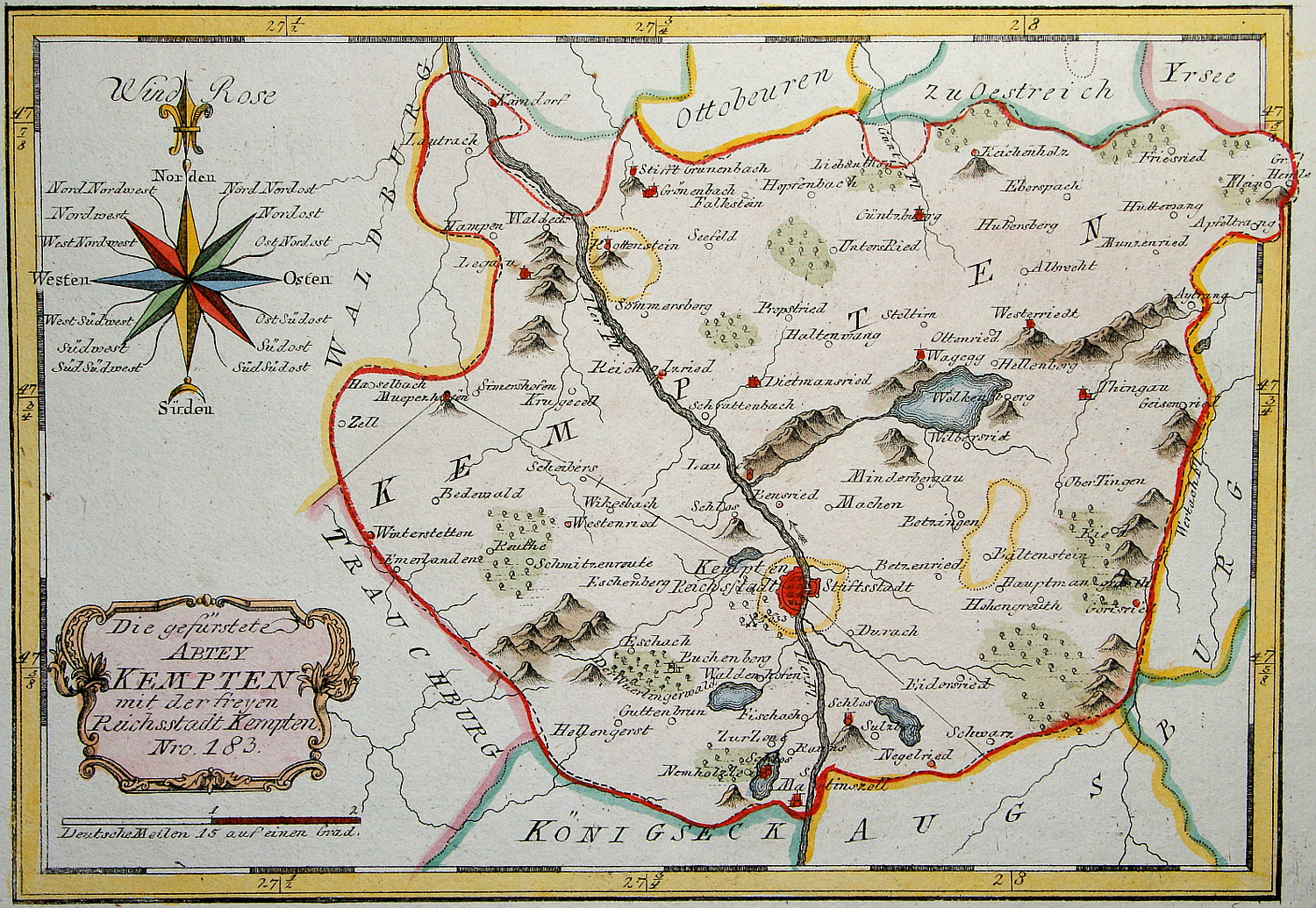
Martinszell lag ganz im Süden des Fürststifts Kempten

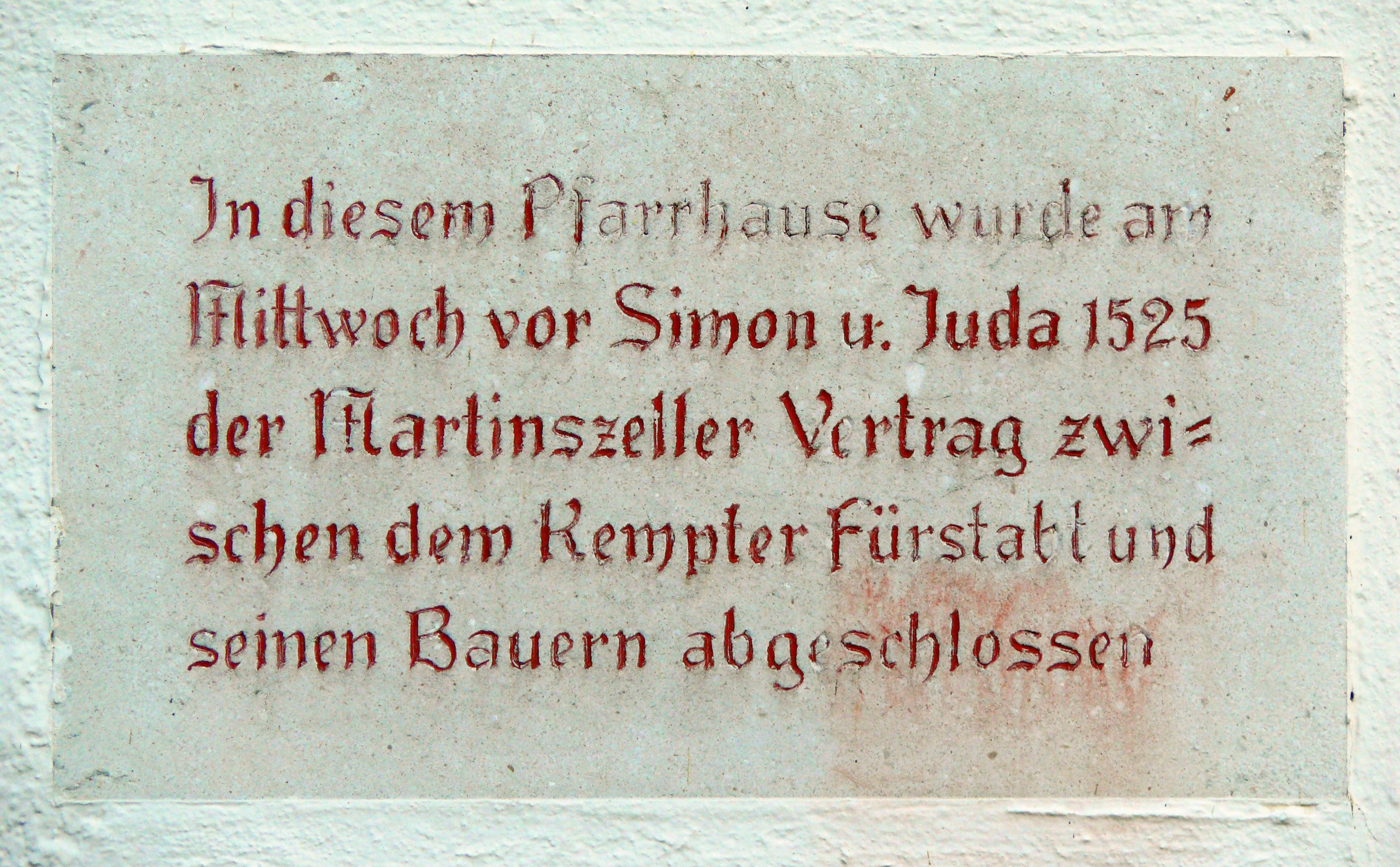
Gedenktafel zum Martinszeller Vertrag 1525

1275 wird eine Pfarrei „Cella Sancti Martini“ erwähnt. Martinszell hat sich durch seine Lage an der Iller zu einem historisch wichtigen Verkehrsknotenpunkt entwickelt, die Überquerung des Flusses mit Pferdefuhrwerken war nur mit der Hilfe einer Brücke möglich. 1485 wurde Martinszell das Marktrecht und die Gerichtsbarkeit verliehen.
Im Martinszeller Pfarrhof wurde 1525 zu Ausgang des Bauernkrieges der „Martinszeller Vertrag“ zwischen dem Kemptener Fürstabt und seinen Untertanen geschlossen. Eine wichtige Martinszeller Person dieser Zeit ist Matthias Waibel, der als Reformator tätig war und später zum Märtyrer wurde. Zur Erinnerung daran wurden in das 1958 verliehene Gemeindewappen eine schwarze Morgensternwaffe, überkreuzt von einer schwarzen Schreibfeder, im weißen Felde aufgenommen, während das vordere Feld des gespaltenen Schildes die typischen Stiftsfarben (Rot über Blau) enthält.
Martinszell gehörte neben Langenegg, Oberdorf, Häusern, Greifenberg, Heuberg, Höflins am See, Ried bei Memhölz und Birkach zur kleinen Herrschaft Langenegg, die ein Lehen im Besitz der kemptischen Ministerialen von Langenegg war.
Die katholische Kirche St. Martin wurde im 15. Jahrhundert errichtet und um 1770/80 unter Fürstabt Honorius Roth von Schreckenstein umgestaltet. Hier erinnern auch noch einige Grabplatten an die Familie von Langenegg.
Als Folge der Gebietsreform wurde die Gemeinde Martinszell mit ihren damals 1464 Einwohnern am 1. April 1976 nach Waltenhofen eingemeindet, nach den bereits früher eingegliederten Gemeinden Memhölz und Niedersonthofen.

## Kulturelles
Im Jahr 2014 wurde die IG OMa e. V. (Interessensgemeinschaft zur Förderung der dörflichen Entwicklung Oberdorf/Martinszell) gegründet. Die IG betreibt im ehemaligen Bahnhof in Oberdorf ein Café, bietet Kulturveranstaltungen an und organisiert Dorffeste. Zudem veranstaltet sie einen kleinen Wochenmarkt am Bahnhofsgebäude.
Das Jugendtheater Martinszell ist eine überregional bekannte Theatergruppe. Der 1981 gegründete Verein hat über 150 Mitglieder. Er besteht aus verschiedenen Kinder- und Jugendgruppen sowie einer Gauklergruppe und einer Truppe für Schwarzes Theater.

## Persönlichkeiten

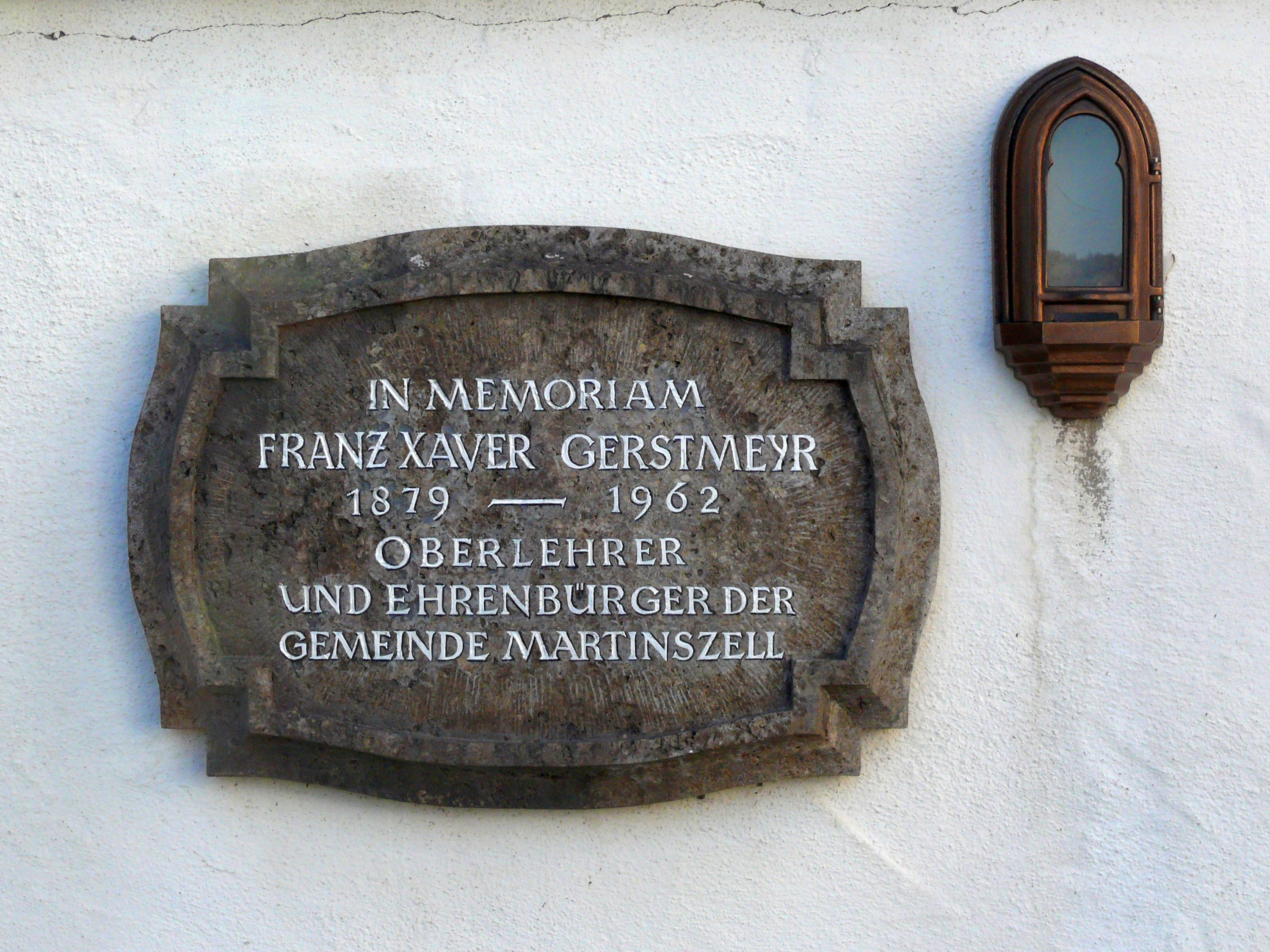
Gedenktafel

Auf dem Friedhof erinnert eine Gedenktafel an einen Ehrenbürger der Gemeinde:
- Franz Xaver Gerstmeyr (1879–1962)